# 霍華頓 (伊利諾伊州)
霍華頓（英語：Howardton）是位於美國伊利諾伊州傑克遜縣的一個非建制地區。該地的面積和人口皆未知。

## 地理
霍華頓的座標為37°37′45″N 89°27′52″W / 37.62917°N 89.46444°W，而該地的平均海拔高度為108米（即354英尺）。